# キチョウ
キチョウ（黄蝶、Eurema hecabe）は、シロチョウ科キチョウ属に分類されるチョウの一種。日本では草原や畑、道端や市街地などでごく普通に観察できる。
従来「キチョウ」とされていた種は、キチョウ／ミナミキチョウ（Eurema hecabe、奄美群島以南の南西諸島に分布）とキタキチョウ（Eurema mandarina、本州～南西諸島に分布）の2種に分けられることになったが、外見による識別は困難。

## 形態・生態
前翅長は20-27 mmで、近縁のモンキチョウよりもやや小さい。翅は黄色で、雄の方が濃い色をしている。前翅、後翅とも外縁は黒色に縁どられ、裏面に褐色の斑点がある。夏型と秋型があり、前者は外縁の黒帯の幅が広いが、後者は黒色の縁が先端に少し残るか、もしくはない。成虫は年に5、6回発生し、越冬も行う。早春には活発に飛び回る姿が見られる。
卵は幼虫の食草の若葉や新芽に1個ずつ丁寧に産み付けられる。大きさは1 mmほどで乳白色。孵化直前には黄がかったクリーム色に変色する。形はシロチョウ科に共通する紡錘形で、縦に細かい条線が走る。
幼虫の食草はネムノキ、ハギ類（メドハギなど）のマメ科の植物。

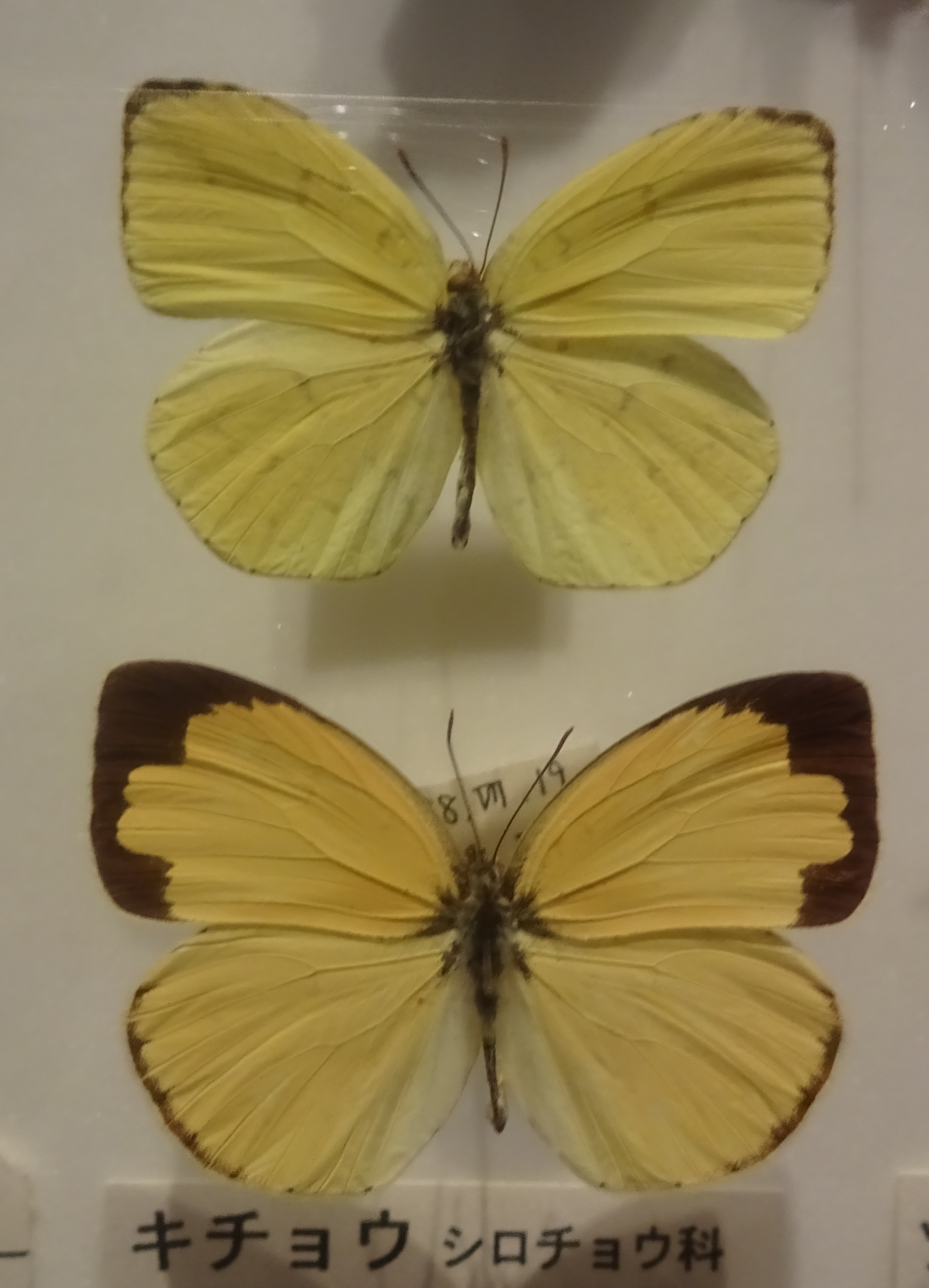
翅表
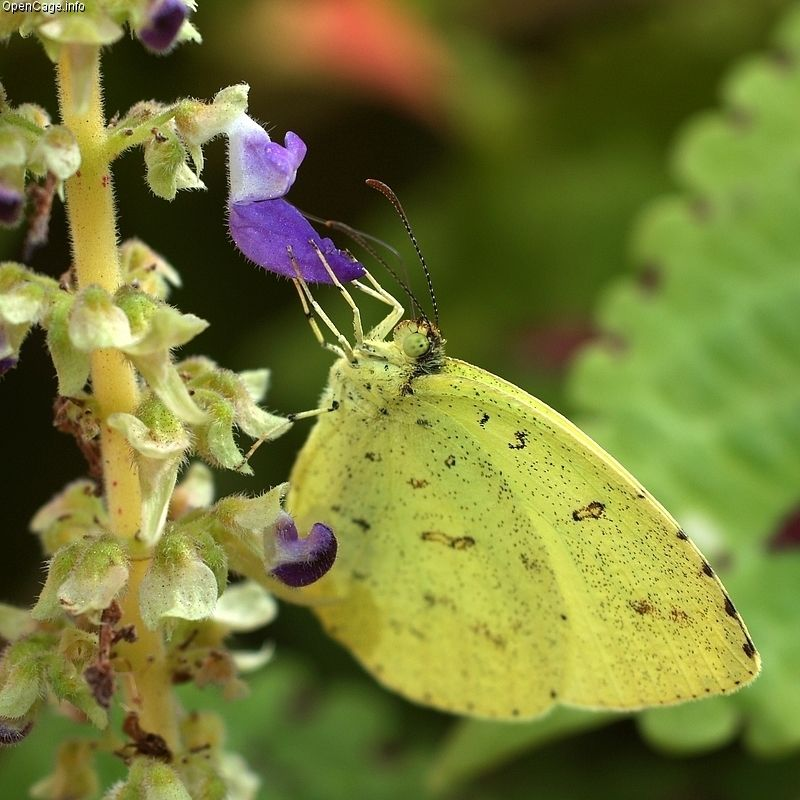
吸蜜する成虫
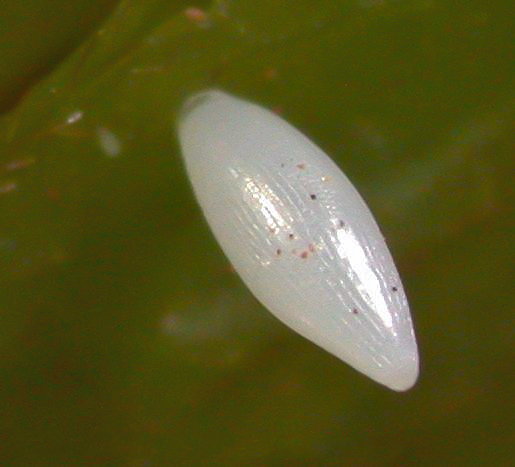
卵
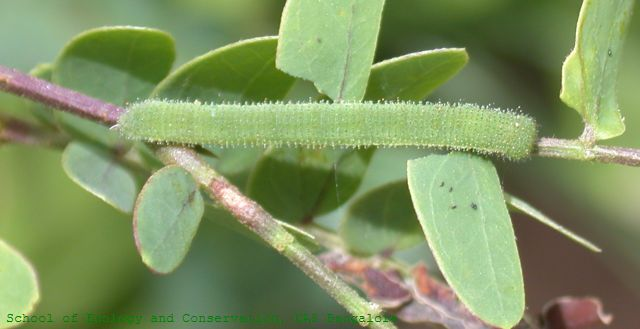
幼虫
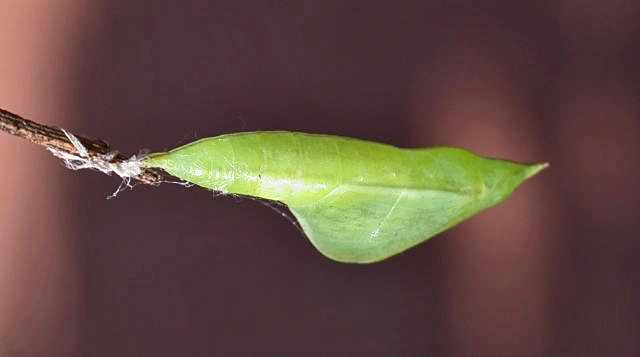
蛹

## 分布
アフリカ中部以南、インドから東南アジア、そしてオーストラリアと世界的にも広く分布し、地域によって多様な亜種がある。日本においては、本州（岩手・秋田県以南）、四国、九州、南西諸島に分布する。

## 近縁種
ツマグロキチョウ Eurema laeta
インドから東南アジア、南はオーストラリアまで広く分布する。日本産の亜種 E. laeta betheseba は、東北（宮城県）以南の本州、四国、九州に分布するが近年その数を激減させており、環境省のレッドデータブックで危急種の絶滅危惧II類 (VU)に指定されている。
タイワンキチョウ Eurema blanda
東南アジアに広く分布。日本と台湾に生息するものは亜種 E. blanda arsakia で、日本においては八重山諸島にのみ分布する。
ホシボシキチョウ Eurema brigitta
東南アジア、オーストラリアなどに分布。日本でも迷蝶として記録されることがあり、対馬などでは繁殖する場合もある。
ウスイロキチョウ Eurema andersonii
東南アジア原産種。
エサキキチョウ Eurema alitha zita
東南アジア原産種。別名、アリタキチョウ。